# Vatjoträsket
Vatjoträsket är en sjö i Sorsele kommun i Lappland och ingår i Umeälvens huvudavrinningsområde. Sjön har en area på 0,491 kvadratkilometer och ligger 469,4 meter över havet.

## Delavrinningsområde
Vatjoträsket ingår i det delavrinningsområde (726295-156314) som SMHI kallar för Utloppet av Vatjoträsket. Medelhöjden är 497 meter över havet och ytan är 3,92 kvadratkilometer. Räknas de 2 avrinningsområdena uppströms in blir den ackumulerade arean 17,77 kvadratkilometer. Vattendraget som avvattnar avrinningsområdet har biflödesordning 3, vilket innebär att vattnet flödar genom totalt 3 vattendrag innan det når havet efter 303 kilometer. Avrinningsområdet består mestadels av skog (70 procent) och sankmarker (17 procent). Avrinningsområdet har 0,5 kvadratkilometer vattenytor vilket ger det en sjöprocent på 12,6 procent.